# Luis Zubeldía
Luis Francisco Zubeldía (Santa Rosa, 13 gennaio 1981) è un allenatore di calcio ed ex calciatore argentino, di ruolo centrocampista.

## Caratteristiche tecniche
Giocava come centrocampista difensivo.

## Carriera

### Giocatore

#### Club
Debuttò con il Lanús il 30 ottobre 1998 contro l'Independiente; giocò stabilmente in Primera División Argentina fino al Clausura 2001, quando un infortunio ne bloccò l'attività; in seguito, per questa stessa ragione dovette ritirarsi.

#### Nazionale
Zubeldía giocò per due selezioni giovanili dell'Argentina: con l'Under-17 partecipò al mondiale di categoria nel 1997, mentre con l'Under-20 prese parte al campionato del mondo Under-20 1999.

### Allenatore
Nel giugno 2008 venne annunciata la sua nomina a tecnico del Lanús, succedendo a Ramón Cabrero, fresco vincitore del titolo di Apertura 2007; i suoi ventisette anni lo hanno reso il più giovane allenatore della storia del campionato argentino. Alla sua prima stagione, guidò il club al quarto posto in classifica, ottenendo così la qualificazione alla Coppa Libertadores 2009; la partecipazione a tale torneo però si concluse con l'eliminazione al primo turno. Le stagioni successive videro il Lanús proseguire sempre al di sopra del decimo posto in classifica (miglior risultato il terzo posto nel Clausura 2009, peggiore il nono nell'Apertura dello stesso anno).
Il 1º giugno 2011 l'Almería, club spagnolo, annuncia il suo ingaggio in sostituzione di Roberto Olabe ma il 17 giugno il club è costretto a cercare un nuovo allenatore dopo che la federcalcio spagnola ha precisato che l'argentino non è abilitato per poter allenare in Spagna dato che ha ottenuto il patentino di allenatore fuori dal territorio spagnolo ed ha allenato una squadra di massima categoria di associazioni nazionali affiliate alla FIFA per un tempo inferiore a tre stagioni.
Il 23 giugno 2011 viene ingaggiato dal Barcellona, il club ecuadoregno più titolato. Il 9 aprile 2012, dopo nove mesi e una buona stagione disputata (16 vittorie, 7 pareggi e 8 sconfitte), si dimette dalla guida del Barcellona a causa dei contrasti con il presidente del club.
Il 15 aprile 2012 è chiamato a sostituire Alfio Basile sulla panchina del Racing Avellaneda. Viene esonerato il 25 agosto 2013, dopo una striscia di 4 sconfitte consecutive.
Alavés
Il 16 giugno 2017, viene ingaggiato come nuovo tecnico dell'Alavés nella Liga Spagnola ma dopo la quarta giornata, a 0 punti, viene esonerato il 17 settembre.

## Palmarès

### Giocatore

#### Nazionale
- Campionato sudamericano Under-20: 1

2001

### Allenatore

#### Club

##### Competizioni nazionali
- Campionato ecuadoriano: 2

Barcelona SC: 2012
LDU Quito: 2023
- Campionato messicano: 1

Santos Laguna: Clausura 2015
- Campeón de Campeones: 1

Santos Laguna: 2015
- Campionato colombiano: 1

Ind. Medellín: 2016-I

##### Competizioni internazionali
- Coppa Sudamericana: 1

LDU Quito: 2023